# Kunigunde

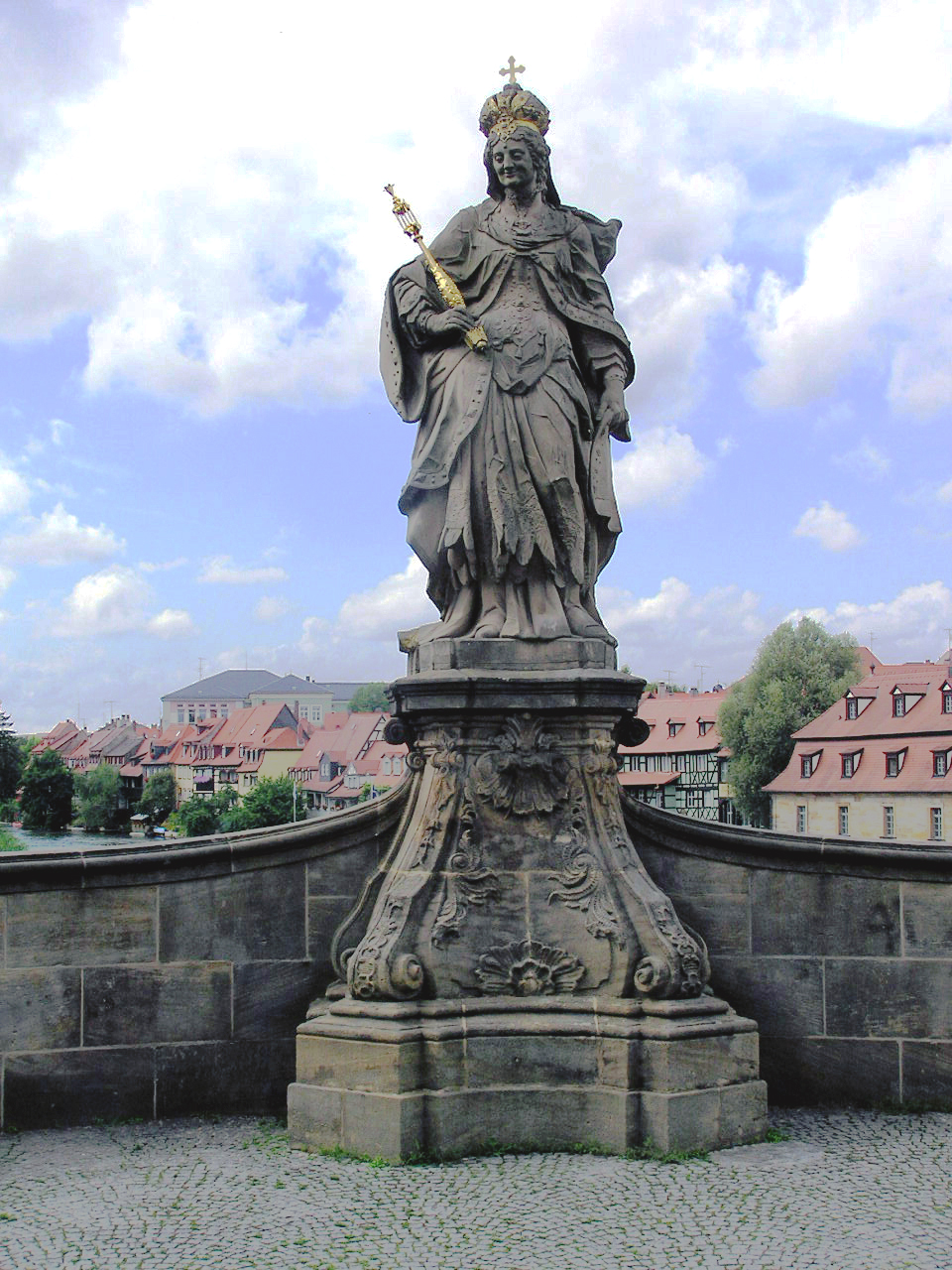
Kaiserin Kunigunde in Bamberg

Kunigunde (auch Kunigunda, Kurzformen Kuniza, Chuniza, Cuniza, Kunne) ist ein weiblicher Vorname.

## Herkunft und Bedeutung
Der Name ist ein alter germanischer Name, dem zwei Worte zugrunde liegen: kunni („Sippe“) und gund („Kampf“). Kunigunde war im Mittelalter ein beliebter Vorname, besonders in Adelskreisen.

## Namenstag
- 3. März – Gedenktag der Heiligen Kaiserin Kunigunde
- 16. Juni – Gedenktag der Heiligen Kunigunde von Rapperswil

## Bekannte Namensträgerinnen
Einzelname
- Kunigunde von Rapperswil, 4. Jahrhundert, Heilige; soll der Legende nach eine Begleiterin der Heiligen Ursula von Köln gewesen sein
- Kunigunde (Enkelin Ludwigs des Stammlers), Ehefrau von Wigerich und Richwin von Verdun
- Kunigunde (Ostfrankenreich), auch Kunigunde von Schwaben (* um 882; † 7. Februar 920), Frau Konrads I.
- Kunigunde von Luxemburg (980–1033), deren Enkelin, Ehefrau von Kaiser Heinrich II., Heilige der katholischen Kirche
- Kunigunde von Altdorf (* um 1020; † 1054), Stammmutter der jüngeren Welfen (Welfen-d’Este)
- Kunigunde von Weimar-Orlamünde (~1055–~1117), Tochter Ottos I. von Meißen, Ehefrau des Fürsten Jaropolk, des Grafen Kuno von Northeim und des Grafen Wiprecht von Groitzsch
- Kunigunde von Bilstein (* um 1080; † 1138/1140), Gräfin von Gudensberg
- Kunigunde von Staufen (1202–1248), Königin von Böhmen
- Kunigunde von Habsburg (* 1230 ?), Schwester Rudolfs von Habsburg, zuerst verheiratet mit dem letzten Grafen von Küssenberg, ab 1250 mit Otto II. von Ochsenstein
- Kunigunde von Halitsch (1261–1285), Königin von Böhmen
- Kunigunde von Böhmen (1265–1321), Tochter des böhmischen Königs Přemysl Otakar II., später Äbtissin
- Kunigunde von Eisenberg, genannt Kunne, († 1290), ab 1274 Ehefrau von Albrecht II. (Meißen) und als solche Markgräfin von Meißen und Landgräfin von Thüringen
- Kunigunde von Orlamünde (* um 1303; † 1382), Begründerin von Kloster Himmelthron und dessen erste Äbtissin
- Kunigunde von Österreich (1465–1520), Herzogin von Bayern
- Kunigunde von Brandenburg-Kulmbach (1523–1558), Markgräfin von Baden
- Kunigunde Jakobäa von der Pfalz (1556–1586), Pfalzgräfin von Simmern sowie durch Heirat Gräfin von Nassau-Dillenburg
- Maria Kunigunde von Sachsen (1740–1826), Fürstäbtissin

Vorname
- Kunigunde Ansion (1863–1922), österreichische Schriftstellerin
- Kunigunde Fischer (1882–1967), deutsche Politikerin (SPD)
- Kunigunde Fürst (* 1944), österreichische Ordensschwester und Altgeneraloberin der Franziskanerinnen von Vöcklabruck
- Kunigunde Hergotin (* vor 1520; † 1547), deutsche Buchdruckerin
- Kunigunde Schwab (1910–1997), deutsche kommunistische Politikerin, Pazifistin und Widerstandskämpferin gegen den Nationalsozialismus
- Kunigunde Sterzl (* um 1544; † 1620), Opfer der Hexenverfolgung in Eichstätt
- Kunigunde Tremel-Eggert (1889–1957), deutsche Schriftstellerin

## Varianten
- französisch: Cunégonde
- italienisch: Cunegonda
- niederländisch: Cunigonde
- polnisch: Kinga
- schwedisch: Kunigunda
- spanisch: Cunegunda
- tschechisch: Kunhuta
- ungarisch: Kinga